# Protector: космическая боевая платформа
Protector: космическая боевая платформа» — компьютерная игра в жанре аркадного компьютерного тира, разработанная студией CCCP Games и выпущенная компанией Новый диск 19 апреля 2007 года.
Игра получила сдержанные отзывы критиков. Рецензенты хвалили живость игрового процесса, но отмечали, что уровни сделаны по одному шаблону. Графика получила смешанные отзывы критиков.

## Игровой процесс
Protector является аркадным компьютерным тиром. Игрок управляет неподвижной космической платформой, вооружённой лазерами и ракетницами, и должен защищать участок космоса, сбивая противников. Игровой процесс разбит на 40 уровней с постепенно нарастающей сложностью — так, на первых уровнях в роли противников выступают медленные космические мины и метеориты, а к последним уровням игрок в одиночку сражается против армад инопланетян. Перед появлением очередной группы врагов игрок получает уведомление.
Успешное выполнение некоторых миссий вознаграждается новыми видами вооружения, которое игрок может устанавливать на платформу, подбирая наиболее эффективное сочетание орудий. Кроме того, по ходу прохождения уровня он может добыть различные улучшения и бонусы, такие как самонаведение или замедление времени.

## Сюжет
Далёкое будущее. Вышедшее в космос человечество сталкивается с инопланетной угрозой и вынуждено окружить свои владения боевыми космическими платформами «Протектор». Игрок выступает в роли космического пограничника, отбивающего попытки инопланетян прорвать последнюю линию обороны землян.

## Разработка
Protector стала дебютным проектом московской инди-студии CCCP Games, основанной в 2004 году. Игра вышла 19 апреля 2007 года.

## Критика
| Иноязычные издания    | Иноязычные издания |
| Издание               | Оценка             |
| --------------------- | ------------------ |
| Computer Bild Spiele  | 50                 |
| Русскоязычные издания |                    |
| Издание               | Оценка             |
| Absolute Games        | 69 %               |
| «PC Игры»             | 6,5/10             |
| «ЛКИ»                 | 70 %               |

Игра получила сдержанные отзывы критиков. Рецензенты хвалили живость игрового процесса, но отмечали, что уровни сделаны по одному шаблону.
Андрей Чаллюк из журнала «Лучшие компьютерные игры» дал игре рейтинг 70 %, отметив шаблонность миссий и устаревшую графику, но заявив, что «под невзрачной оболочкой кроется ураганный боевик, впечатление от которого не в силах испортить даже некоторое однообразие». Михаил «REDGUARD» Калинченков в рецензии для Absolute Games оценил игру в 69 %, назвав её «красочным, бурным, но однообразным тестом на реакцию» и отметив, что игре не хватает дополнительных стимулов для прохождения, таких как кооперативный режим или онлайновая таблица рекордов. Илия «Count» Буков из журнала «PC Игры» оценил игру в 6,5 баллов из 10, заключив: «[Protector] относится к тем играм (с приставкой мини-), единственная польза от которых — дать отдохнуть усталым мозгам обычного игрока, который до этого несколько часов возился с какой-нибудь сложной стратегией или RPG». Рецензент Computer Bild Spiele высоко оценил визуальную составляющую, однако отметил, что она не спасает в остальном скучную игру.